# Vịnh Saint Lawrence

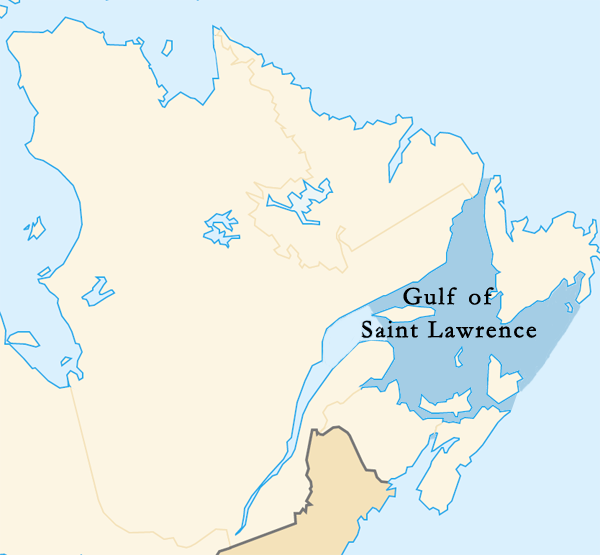
Vịnh Saint Lawrence

Vịnh Saint Lawrence là cửa sông lớn nhất thế giới, đây là cửa thoát của ngũ đại hồ của Bắc Mỹ thông qua sông Saint Lawrence đổ ra Đại Tây Dương. Vùng biển bao phủ diện tích bề mặt khoảng 236 000 km² và chứa 35000 km³ nước. Nó nối với Đại Tây Dương thông qua eo Cabot và eo Belle Isle.